# ISO 3166-2:CW
ISO 3166-2:CW é a entrada para Curaçao em ISO 3166-2, parte do padrão ISO 3166 publicado pela Organização Internacional para Padronização (ISO), que define códigos para os nomes das principais subdivisões de todos os países codificados em ISO 3166-1. Atualmente não há códigos ISO 3166-2 estão definidos na entrada para Curaçao. O território não tem subdivisões definidas. Curaçao, um país constituinte do Reino dos Países Baixos, é oficialmente atribuído a ISO 3166-1 alfa-2 código CW. Além disso, também é atribuído a ISO 3166-2 código NL-CW sob a entrada para os Países Baixos.

## Mudanças
As seguintes alterações para a entrada foram anunciadas em boletins pela ISO 3166/MA desde a primeira publicação da ISO 3166-2, em 1998:
| Boletim | Data da publicação                                        | Descrição da alteração no boletim                      |
| ------- | --------------------------------------------------------- | ------------------------------------------------------ |
| II-3    | 13 de dezembro de 2011 (corrigido 15 de dezembro de 2011) | Além do código para alinhar a ISO 3166-1 e ISO 3166-2. |